# Liste der Baudenkmäler in Rehau
Auf dieser Seite sind die Baudenkmäler in der oberfränkischen Stadt Rehau zusammengestellt. Diese Tabelle ist eine Teilliste der Liste der Baudenkmäler in Bayern. Grundlage ist die Bayerische Denkmalliste, die auf Basis des Bayerischen Denkmalschutzgesetzes vom 1. Oktober 1973 erstmals erstellt wurde und seither durch das Bayerische Landesamt für Denkmalpflege geführt wird. Die folgenden Angaben ersetzen nicht die rechtsverbindliche Auskunft der Denkmalschutzbehörde.

## Ensembles

### Ensemble Friedrich-Ebert-Straße/Pfarrstraße
Das Ensemble (Lage) umfasst den Kernbereich des nach dem Stadtbrand von 1817 erfolgten Wiederaufbaus der Stadt Rehau. Dieser wurde in einer regulierten H-förmigen Grundrissgestalt angelegt. Das Ensemble wird im Osten durch die Gartenstraße, im Westen in Höhe des Schillerplatzes begrenzt. Die Friedrich-Ebert-Straße einschließlich Kirchplatzbereich und die Pfarrstraße bilden die Nord-Südgrenzen des Ensembles. Die Friedrich-Ebert-Straße als baumgesäumter Straßenzug besitzt eine ansehnliche Breite, steigt nach Westen leicht an und endet als Sackgasse im Schillerplatz. Parallel dazu verläuft als nördlicher Straßenzug die Pfarrstraße mit zum großen Teil einseitiger Wohnhausbebauung und dem Pfarrhof. Sie ist mit dem südlichen Straßenzug über die Gartenstraße und die Kirchgasse verbunden, welche auf die südlich dem Quartier vorgelagerte Stadtpfarrkirche zuführt. Die Bebauung zeigt noch weitgehend den Charakter des frühen Biedermeier und besteht zum großen Teil aus zweigeschossigen Traufseithäusern. Aktennummer: E-4-75-162-1.

## Baudenkmäler nach Ortsteilen

### Rehau
| Lage                                                                 | Objekt                                             | Beschreibung | Akten-Nr.      | Bild           |
| -------------------------------------------------------------------- | -------------------------------------------------- | --- | -------------- | -------------- |
| Bahnhofstraße 1 (Standort)                                           | Wohnhaus                                           | Zweigeschossig, historisierender Jugendstil, bezeichnet „1905“, Dachausbau 1966                                                                            | D-4-75-162-74  | weitere Bilder |
| Bahnhofstraße 11 (Standort)                                          | Wohnhaus                                           | Eingeschossiger Traufseitbau mit Kniestock, bezeichnet „1819“, im Erdgeschoss moderner Ladeneinbau                                                         | D-4-75-162-66  | weitere Bilder |
| Bahnhofstraße 26 ()                                                  | Mietwohnhaus                                       | dreigeschossiger traufständiger Mansarddachbau mit geschweiftem Mittelrisalit, reiche Fassadengliederung im Stil der Neurenaissance, 1907; mit Ausstattung | D-4-75-162-102 |                |
| Burgplatz 5 (Standort)                                               | Wohnhaus                                           | Eingeschossiger Traufseitbau mit Halbwalmdach, 1820 | D-4-75-162-1   | weitere Bilder |
| Burgplatz 13 (Standort)                                              | Wohnhaus                                           | Zweigeschossiges Satteldachhaus mit Zwerchhaus, bezeichnet „1722“, „1774“                                                                                  | D-4-75-162-2   | weitere Bilder |
| Friedrich-Ebert-Straße 5 (Standort)                                  | Wohnhaus                                           | Zweigeschossiger Traufseitbau, um 1820 Hofeinfahrt, um 1820                                                                                                | D-4-75-162-4   | weitere Bilder |
| Friedrich-Ebert-Straße 13 (Standort)                                 | Hotel Krone                                        | Zweigeschossiger Traufseitbau, 1819, Erdgeschossfenster Ende 19. Jahrhundert                                                                               | D-4-75-162-5   | weitere Bilder |
| Friedrich-Ebert-Straße 15 (Standort)                                 | Evangelisch-lutherisches Gemeindehaus              | Zweigeschossiger Traufseitbau mit übergiebeltem Mittelrisalit, bezeichnet „1818“                                                                           | D-4-75-162-6   | weitere Bilder |
| Gartenstraße 6 (Standort)                                            | Wohnhaus                                           | Zweigeschossiger Eckbau mit abgewalmtem Dach, um 1820 | D-4-75-162-7   | weitere Bilder |
| Jägerstraße, im Harst (Standort)                                     | Sogenannter Kreuzstein                             | Granit, 1502 | D-4-75-162-29  | weitere Bilder |
| Kirchgasse 3 (Standort)                                              | Wohnhaus                                           | Zwei- und dreigeschossig, massiv, mit Satteldach, bezeichnet „1825“                                                                                        | D-4-75-162-11  | Wohnhaus       |
| Kirchgasse 3 (Standort)                                              | Torrahmung                                         | Granit, bezeichnet „1836“ | D-4-75-162-11  | Torrahmung     |
| Kirchgasse 3 (Standort)                                              | Ökonomie                                           | Eingeschossiger Satteldachbau, erste Hälfte 19. Jahrhundert                                                                                                | D-4-75-162-11  | Ökonomie       |
| Kirchgasse 4 (Standort)                                              | Ehemaliges Schulhaus                               | Dreigeschossiger Walmdachbau, Lisenengliederung, Hauptgesims mit Zinnenmotiv, Walmdach, 1862–1864                                                          | D-4-75-162-12  | weitere Bilder |
| Kirchgasse 5 (Standort)                                              | Evangelisch-lutherische Stadtpfarrkirche St. Jobst | Saalbau mit eingezogenem Chor und Nordturm, im Kern 15. Jahrhundert, nach Bränden 1763 und 1817 wiederhergestellt; mit Ausstattung                         | D-4-75-162-13  | weitere Bilder |
| Maxplatz (Standort)                                                  | Kriegsgefallenen-Denkmal                           | Nach 1871 | D-4-75-162-18  | weitere Bilder |
| Maxplatz (Standort)                                                  | Kriegsgefallenen-Denkmal                           | Nach 1918 | D-4-75-162-18  | weitere Bilder |
| Maxplatz 7 (Standort)                                                | Ehemaliges Rathaus                                 | Zweigeschossiger Halbwalmdachbau mit übergiebeltem Mittelrisalit und Dachreiter, um 1820                                                                   | D-4-75-162-15  | weitere Bilder |
| Maxplatz 7, Schulstraße 3, im Hofraum des alten Rathauses (Standort) | Pechstein                                          | Granit | D-4-75-162-42  | weitere Bilder |
| Maxplatz 9 (Standort)                                                | Ehemaliges Café Horn                               | Dreigeschossiges Wohn- und Geschäftshaus mit Zwerchgiebeln und Erkern, historisierender Jugendstil, bezeichnet „1905“                                      | D-4-75-162-67  | weitere Bilder |
| Maxplatz 10 (Standort)                                               | Ehemaliges Amtsgericht, jetzt Forstamt             | Nachklassizistischer zweigeschossiger Bau mit Satteldach, 1886/87, mit rückwärtigem eingeschossigem Wirtschaftsgebäude, Halbwalmdachbau, 1828              | D-4-75-162-16  | weitere Bilder |
| Maxplatz 12 (Standort)                                               | Ehemaliges Landratsamt, jetzt Mehrgenerationenhaus | Dreigeschossiger Walmdachbau, 1820, aufgestockt 1930 | D-4-75-162-17  | weitere Bilder |
| Pfarrstraße 10 (Standort)                                            | Wohnhaus                                           | Zweigeschossiger Traufseitbau, um 1820 | D-4-75-162-21  | weitere Bilder |
| Pfarrstraße 10 (Standort)                                            | Hofeinfahrt                                        | Mit rundbogigem Tor, um 1820 | D-4-75-162-21  | weitere Bilder |
| Pfarrstraße 26 (Standort)                                            | Pfarrhaus                                          | Zweigeschossiger Halbwalmdachbau mit übergiebeltem Mittelrisalit, um 1818/20                                                                               | D-4-75-162-22  | weitere Bilder |
| Schillerplatz 5 (Standort)                                           | Wohnhaus                                           | Zweigeschossig, mit abgewalmtem Dach, um 1820 | D-4-75-162-25  | weitere Bilder |
| Schützenstraße 2 (Standort)                                          | Wohnstallhaus                                      | Zweigeschossiger Walmdachbau mit verputztem Fachwerkobergeschoss, um 1800                                                                                  | D-4-75-162-26  | weitere Bilder |
| Sofienstraße 2 (Standort)                                            | Wohnhaus                                           | Zweigeschossig, mit Satteldach, Hauseinfahrt mit korbbogigem Tor, um 1830                                                                                  | D-4-75-162-27  | BW             |
| Wallstraße 13 (Standort)                                             | Pestalozzischule                                   | Jugendstil, dreigeschossiger Bau mit Satteldach und Dachreiter, geschweifte Giebel, 1907–08 nach Plänen von Johann Georg Dunkel                            | D-4-75-162-28  | weitere Bilder |

### Dobeneck
| Lage                     | Objekt           | Beschreibung                                                                                      | Akten-Nr.     | Bild |
| ------------------------ | ---------------- | ------------------------------------------------------------------------------------------------- | ------------- | ---- |
| Südwestlich des Ortes () | Grenzstein       | Granit, bezeichnet „1770“; nicht nachqualifiziert, im Bayerischen Denkmal-Atlas nicht kartiert    | D-4-75-162-31 |      |
| Westlich des Ortes ()    | Zwei Grenzsteine | Bezeichnet „1767“ und „1770“; nicht nachqualifiziert, im Bayerischen Denkmal-Atlas nicht kartiert | D-4-75-162-30 |      |

### Eulenhammer
| Lage                     | Objekt    | Beschreibung | Akten-Nr.     | Bild      |
| ------------------------ | --------- | ------------ | ------------- | --------- |
| Eulenhammer 2 (Standort) | Pechstein | Granit       | D-4-75-162-37 | Pechstein |

### Faßmannsreuth
| Lage                        | Objekt      | Beschreibung              | Akten-Nr.     | Bild        |
| --------------------------- | ----------- | ------------------------- | ------------- | ----------- |
| Faßmannsreuth 16 (Standort) | Brunnentrog | Granit, bezeichnet „1755“ | D-4-75-162-32 | Brunnentrog |

### Fohrenreuth
| Lage | Objekt                               | Beschreibung | Akten-Nr.     | Bild                                 |
| --- | ------------------------------------ | --- | ------------- | ------------------------------------ |
| In Fohrenreuth, am Dorfweiher (Standort)                                                                            | Brunnen                              | Langrechteckiger Brunnentrog, Granit, bezeichnet „1754“                                                            | D-4-75-162-35 | Brunnen                              |
| In Fohrenreuth, am Dorfweiher (Standort)                                                                            | Pechstein                            | Granit | D-4-75-162-36 | Pechstein                            |
| Fohrenreuth 13 (Standort)                                                                                           | Dreiseithof                          | Wohnstallhaus, Wohnteil mit Frackdach und Fachwerkobergeschoss, zweigeschossiger Stallteil mit Satteldach, um 1800 | D-4-75-162-33 | Dreiseithof                          |
| Fohrenreuth 14 (Standort)                                                                                           | Dreiseithof                          | Zweigeschossiges Wohnstallhaus mit Satteldach, Fachwerkobergeschoss, Ende 18. Jahrhundert                          | D-4-75-162-34 | Dreiseithof                          |
| Fohrenreuther Straße, an der alten Straße nach Schönwald, an der Grenze der Landkreise Hof und Wunsiedel (Standort) | Grenzstein, sogenannter Rentamtstein | Granit, bezeichnet 1833                                                                                            | D-4-75-162-40 | Grenzstein, sogenannter Rentamtstein |
| Nähe Fohrenreuther Straße, nördlich des Ortes an der Straße nach Rehau (Standort)                                   | Steinkreuz                           | Granit, wohl spätmittelalterlich                                                                                   | D-4-75-162-39 | Steinkreuz                           |
| In der Flur Oberer Eulenhammer ()                                                                                   | Pechstein                            | Granit; nicht nachqualifiziert, im Bayerischen Denkmal-Atlas nicht kartiert                                        | D-4-75-162-38 | Pechstein                            |

### Heinersberg
| Lage                     | Objekt        | Beschreibung                                     | Akten-Nr.     | Bild |
| ------------------------ | ------------- | ------------------------------------------------ | ------------- | ---- |
| Heinersberg 2 (Standort) | Wohnstallhaus | Mit Frackdach, Obergeschoss verbrettert, um 1800 | D-4-75-162-41 | BW   |

### Hirschberg
| Lage                    | Objekt    | Beschreibung | Akten-Nr.     | Bild |
| ----------------------- | --------- | ------------ | ------------- | ---- |
| Hirschberg 1 (Standort) | Pechstein | Granit       | D-4-75-162-43 | BW   |

### Ludwigsbrunn
| Lage                      | Objekt      | Beschreibung                                                                                  | Akten-Nr.     | Bild |
| ------------------------- | ----------- | --------------------------------------------------------------------------------------------- | ------------- | ---- |
| Ludwigsbrunn 7 (Standort) | Vierseithof | Wohnstallhaus mit Frackdach, Wohnteil in Block- und Ständerbohlenbau, Ende 18. Jahrhundert    | D-4-75-162-44 | BW   |
| Ludwigsbrunn 7 (Standort) | Vierseithof | Stall mit böhmischem Kappengewölbe, 1831, an der äußeren Langseite Backofenanbau mit Pultdach | D-4-75-162-44 | BW   |
| Ludwigsbrunn 7 (Standort) | Vierseithof | Brunnentrog, bezeichnet „1737“                                                                | D-4-75-162-44 | BW   |

### Neuhausen
| Lage                    | Objekt      | Beschreibung | Akten-Nr.     | Bild |
| ----------------------- | ----------- | --- | ------------- | ---- |
| Neuhausen 10 (Standort) | Vierseithof | Zweigeschossiges Wohnstallhaus mit Satteldach und Fachwerkobergeschoss, Ende 18. Jahrhundert, an der äußeren Langseite Backofenanbau | D-4-75-162-45 | BW   |
| Neuhausen 31 (Standort) | Wohnhaus    | Zweigeschossig, mit Halbwalmdach und Mittelrisalit, erste Hälfte 19. Jahrhundert                                                     | D-4-75-162-46 | BW   |

### Pilgramsreuth
| Lage                                                  | Objekt                                                        | Beschreibung | Akten-Nr.     | Bild                                                          |
| ----------------------------------------------------- | ------------------------------------------------------------- | --- | ------------- | ------------------------------------------------------------- |
| Muckenbühl, im Wald südlich Hohehäuser (Standort)     | Grenzstein                                                    | Granitfindling, bezeichnet „1787“ | D-4-75-162-55 | BW                                                            |
| Petersberg, im Wald südwestlich Hohehäuser (Standort) | Gedenkstein zur Erinnerung an die ermordete Margarete Wolfrum | Granit, bezeichnet „1894“ | D-4-75-162-54 | Gedenkstein zur Erinnerung an die ermordete Margarete Wolfrum |
| In Pilgramsreuth (Standort)                           | Evangelisch-lutherische Pfarrkirche St. Erhard                | Saalbau mit eingezogenem Chor und Westturm, Strebepfeilergliederung, 15. Jahrhundert, mit Ausstattung                                                     | D-4-75-162-47 | weitere Bilder                                                |
| Pilgramsreuth 12 (Standort)                           | Pfarrhaus                                                     | Zweigeschossiger Satteldachbau mit Mittelrisalit, 1821–22                                                                                                 | D-4-75-162-48 | BW                                                            |
| Pilgramsreuth 21 a (Standort)                         | Wohnhaus                                                      | Zweigeschossiges Satteldachhaus, Fachwerkobergeschoss, wohl Ende 18. Jahrhundert, Tür bezeichnet „1864“                                                   | D-4-75-162-49 | BW                                                            |
| Pilgramsreuth 26 (Standort)                           | Wohnhaus                                                      | Mit Frackdach, verputztes Fachwerkobergeschoss, 19. Jahrhundert                                                                                           | D-4-75-162-50 | BW                                                            |
| Pilgramsreuth 49 (Standort)                           | Dreiseithof                                                   | Zweigeschossiges Wohnstallhaus mit Satteldach, Fachwerkobergeschoss, Giebel verschiefert, geohrte Fenster- und Türrahmungen aus Granit, bezeichnet „1806“ | D-4-75-162-51 | BW                                                            |
| Pilgramsreuth 57 (Standort)                           | Brunnentrog                                                   | Granit, bezeichnet „1756“ | D-4-75-162-52 | BW                                                            |
| Rosenbühl, an der Straße nach Rehau (Standort)        | Steinkreuz                                                    | Granit, mittelalterlich | D-4-75-162-53 | Steinkreuz                                                    |

### Schönlind
| Lage                                              | Objekt     | Beschreibung                                                                     | Akten-Nr.     | Bild |
| ------------------------------------------------- | ---------- | -------------------------------------------------------------------------------- | ------------- | ---- |
| Schönlind 21 (Standort)                           | Wohnhaus   | Zweigeschossiges Satteldachhaus und Fachwerkobergeschoss, Anfang 19. Jahrhundert | D-4-75-162-57 | BW   |
| Nördlich des Ortes an der Landesgrenze (Standort) | Grenzstein | Granit, bezeichnet „1740“                                                        | D-4-75-162-58 | BW   |

### Sigmundsgrün
| Lage                       | Objekt                 | Beschreibung | Akten-Nr.     | Bild |
| -------------------------- | ---------------------- | --- | ------------- | ---- |
| Sigmundsgrün 34 (Standort) | Steinerner Brunnentrog | Bezeichnet „1806“, mit zugehörigem ca. 150 m langem Kanal, um 1800, etwa unter der Straße verlaufend, Einstieg vor Haus Nummer 54 | D-4-75-162-65 | BW   |

### Timpermühle
| Lage                      | Objekt                        | Beschreibung | Akten-Nr.     | Bild |
| ------------------------- | ----------------------------- | --- | ------------- | ---- |
| Timpermühle 39 (Standort) | Ehemalige Mahlmühle, Wohnhaus | Zweigeschossig mit Satteldach, im Erdgeschoss teilweise Holzblockwände, verbrettertes Fachwerkobergeschoss, 1789 | D-4-75-162-59 | BW   |
| Timpermühle 39 (Standort) | Ehemalige Mahlmühle, Stall    | Zweigeschossig mit Satteldach, Erdgeschoss massiv, bezeichnet „1821“, Obergeschoss modern                        | D-4-75-162-59 | BW   |

### Woja
| Lage              | Objekt        | Beschreibung | Akten-Nr.     | Bild          |
| ----------------- | ------------- | --- | ------------- | ------------- |
| Woja 2 (Standort) | Wohnstallhaus | Mit Frackdach, verbrettertes Fachwerkobergeschoss, um 1800                                                                 | D-4-75-162-60 | Wohnstallhaus |
| Woja 5 (Standort) | Wohnstallhaus | Zweigeschossig, auf hakenförmigem Grundriss mit Satteldach, verputztes Fachwerkobergeschoss im Wohnteil, bezeichnet „1808“ | D-4-75-162-61 | BW            |

### Wüstenbrunn
| Lage                     | Objekt   | Beschreibung                                                          | Akten-Nr.     | Bild     |
| ------------------------ | -------- | --------------------------------------------------------------------- | ------------- | -------- |
| Wüstenbrunn 6 (Standort) | Wohnhaus | Mit Frackdach, Obergeschoss verbrettertes Fachwerk, bezeichnet „1801“ | D-4-75-162-62 | Wohnhaus |

### Wurlitz
| Lage | Objekt     | Beschreibung                | Akten-Nr.     | Bild       |
| --- | ---------- | --------------------------- | ------------- | ---------- |
| Von Wurlitz nach Quellenreuth, an der Straße nach Rehau, bei der Abzweigung des Weges nach Quellenreuth (Standort) | Pechstein  | Granit                      | D-4-75-162-63 | Pechstein  |
| Von Wurlitz nach Quellenreuth, an der Straße nach Rehau, bei der Abzweigung des Weges nach Quellenreuth (Standort) | Steinkreuz | Granit, spätmittelalterlich | D-4-75-162-64 | Steinkreuz |

## Ehemalige Baudenkmäler
| Lage                              | Objekt                    | Beschreibung | Akten-Nr.     | Bild           |
| --------------------------------- | ------------------------- | --- | ------------- | -------------- |
| Rehau Friedrich-Ebert-Straße 4 () | Türflügel                 | Biedermeier | D-4-75-162-3  |                |
| Rehau Gartenstraße 16 (Standort)  | Torrahmung                | Granit, um 1820 | D-4-75-162-8  | weitere Bilder |
| Rehau Gartenstraße 18 (Standort)  | Türrahmung                | Um 1820 | D-4-75-162-9  | Türrahmung     |
| Rehau Maxplatz 3 ()               | Zwei Türgiebel aus Granit | Um 1820 | D-4-75-162-14 |                |
| Rehau Pfarrstraße 2 (Standort)    | Zunft-Relief              | Um 1820 | D-4-75-162-19 | BW             |
| Rehau Pfarrstraße 4 (Standort)    | Türrahmung                | Um 1820 | D-4-75-162-20 | BW             |
| Rehau Schillerplatz 2 (Standort)  | Türrahmung                | Bezeichnet „1795“ | D-4-75-162-24 | BW             |
| Röllmühle Röllmühle 18 (Standort) | Wohnstallhaus             | Dreigeschossig, aufgrund der Hanglage rückwärtig zweigeschossig, mit Mahlmühle, Satteldach, Fachwerkobergeschoss, Fenster- und Türrahmungen in Granit, vorderer Teil des Wohnstallhauses durch Neubau ersetzt, Ende 18. Jahrhundert | D-4-75-162-56 | BW             |